# Eumerus aurifrons
Eumerus aurifrons är en tvåvingeart som först beskrevs av Christian Rudolph Wilhelm Wiedemann 1824.  Eumerus aurifrons ingår i släktet månblomflugor, och familjen blomflugor. Inga underarter finns listade i Catalogue of Life.